# Tatjana Pregl Kobe
Tatjana Pregl Kobe, slovenska pesnica, esejistka, pisateljica, publicistka, umetnostna zgodovinarka, likovna kritičarka in založnica, * 31. julij 1946, Maribor.

## Življenje
Tatjana Pregl Kobe, rojena Pungerčar, je bila rojena v Mariboru, a od leta 1948 živi v Ljubljani. Po končani Osnovni šoli Angele Ocepek na Šubičevi je obiskovala Šentviško gimnazijo. Leta 1966 se je vpisala na Filozofsko fakulteto v Ljubljani, na študij umetnostne zgodovine in primerjalne književnosti, kjer je v treh letih opravila obvezne izpite pri Dušanu Pirjevcu in Antonu Ocvirku in absolvirala. Leta 1978 je diplomirala na Oddeleku za  umetnostno zgodovino pri Nacetu Šumiju s temo Slovenska knjižna ilustracija.
Je članica Društva slovenskih pisateljev, Društva umetnostnih zgodovinarjev Slovenije, Društva likovnih kritikov Slovenije in slovenske sekcije Mednarodne zveze likovnih kritikov – AICA.

## Delo
Zaposlila se je leta 1970 pri Založbi Mladinske knjige, kjer je bila knjižna urednica do leta 1974, nato pa leta 1974 - 1978 novinarka Mladine. Od leta 1978 je bila samostojna ustvarjalka do upokojitve leta 2009.
Do leta 2011 je izšlo več kot 60 njenih knjig iz področja umetnostne zgodovine, likovne kritike, poezije in literature za otroke. Nekatere monografije, pesniške zbirke in zgodbe za otroke so prevedene v tuje jezike (monografija Lila Prap, Zrela semena, Porcelanaste sanje, Nisi in si, Kdo bi popravil luno?)
Je direktorica Založbe Edina d. o. o., ki je bila ustanovljena leta 1995 v Ljubljani. Založba izdaja posebne večjezične knjižne bibliofilske publikacije, grafične mape, likovne kataloge in monografije, pesniške zbirke in tudi knjige za otroke. Pomembnejši bibliofilski zbirki sta Dvanajst in Svit.

### Umetnostna zgodovina in likovna kritika
Prvo samostojno razstavo - Janez Bernik (grafike, tapiserije, plastike, Črte), zloženka, Razstavni salon Radin, Radenci - je pripravila septembra 1979. Do leta 2011 jih je bilo preko 500. Te razstave so tudi študijski material za zbirko knjig Likovne impresije.
Od januarja 2001 piše tudi kritike v rubriki Galerija v Slovenskih novicah.
Pomembnejše tematske študijske razstave
- 1979 - kustosinja velike Mednarodne razstave otroške likovne ustvarjalnosti Otroci za boljši svet, Umetnostni paviljon Slovenj Gradec, Slovenj Gradec
- 1979/1980 - avtorica razstave Slovenska knjižna ilustracija, Jakopičeva Galerija v Ljubljani
- 1989 - avtorica razstave Erotika v slovenski likovni umetnosti – slikarstvo, Galerija Meblo, Nova Gorica
- 1990 - avtorica razstave Erotika v slovenski likovni umetnosti – kiparstvo, Galerija Meblo, Nova Gorica
- 2005 - 6. bienale slovenske ilustracije, uvodna študija, sodelovanje pri izboru del, nagrad in pri postavitvi, Cankarjev dom, Ljubljana
- 2008 - avtorica razstave Poetika - vključenih 24 samostojnih razstav slovenskih likovnih ustvarjalcev, ki pišejo poezijo, oziroma pesnikov, ki so tudi likovni ustvarjalci, Koroška galerija likovnih umetnosti, Slovenj Gradec
- 2010 - avtorica razstave Berljivo – vključenih deset kiparjev, katerih delo je predstavljeno v odnosu do knjige (v letu, ko je bila Ljubljana svetovna prestolnica knjige), Zavod za kiparstvo v Ljubljani in Mestna galerija v Novi Gorici

Pomembnejše likovne opreme arhitekturnih kompleksov
- 1979, adaptirana Gostilna Vis, Ljubljana
- 1980, Slovenska plaža, Budva
- 1989, Vrtovi sunca, Dubrovnik

Pomembnejše likovne opreme knjig
- 1991, Oko in roža: antologija svetovne ljubezenske lirike / zbral in uredil Niko Grafenauer; prevedli Milan Apih in ostali; likovni del uredila Tatjana Pregl Kobe in Pavle Učakar, Mladinska knjiga, Ljubljana
- 2004, Žuborenje Slovenije/razne literarne vrste; uredil Anej Sam; likovni del uredila Tatjana Pregl Kobe; slike posnela Urška Nina Cigler, Jasa, Ljubljana

### Poezija za odrasle
- Nemira polno jabolko, Založba Mondena, Zbirka Eos 1, Grosuplje, 1986; 1997 (COBISS)
- Ki boš spremenil podobo sveta, Vojna vojni: Mladinska knjiga, Ljubljana & Planeta, Moskva, 1988; 1994 (COBISS)
- Boginja mojih sanj, Založba Mondena, Zbirka Eos 2, Grosuplje, 1989; 1997 (COBISS)
- Lahko se odmislim, Založba Mondena, Zbirka Eos 3, Grosuplje, 1993; 2002 (COBISS)
- Nekje potem daleč, Založba Mondena, Zbirka Eos 4, Grosuplje, 1995; 2000 (COBISS)
- V kiklopinem očesu, Založba Mondena, Zbirka Eos 5, Grosuplje, 1997 (COBISS)
- Violina, Založba Mondena, Grosuplje, 2000 (COBISS)
- Zrela semena, Založba Edina, Zbirka Svit 1, Ljubljana, 2001; 2. izdaja: Buča, Šmarje - Sap, 2007; 3. izdaja: LietoColle, Faloppio, Italija, 2008 (COBISS)
- Arabeska, Založba Edina, Ljubljana, 2006 (COBISS)
- Znamenja in sledi, Založba Mondena, Zbirka Eos 6, Grosuplje, 2006 (COBISS)
- Porcelanaste sanje, Založba Mondena, Grosuplje, 2007; 2. izdaja: Zavod VR, Zbirka Zarja 1, Ljubljana, 2008; 3. izdaja: LietoColle, Faloppio, Italija, 2009 (COBISS)
- Škrlatne čipke, Založba Mondena, Grosuplje, 2008 (COBISS)
- Nisi in si / You are not and you are, Založba Edina, Ljubljana, 2009 (COBISS)
- Slika v sliki, Založba Mondena, Zbirka Eos 7, Grosuplje, 2011, (COBISS)
- Pisan cvet na vrtu belih rož, Maribor, 2024

### Knjige za otroke in mladino
- Mladost za zidovi, Mladinska knjiga, Zbirka Družboslovje z mladino, Ljubljana, 1974 (COBISS)
- Skozi trnje do svobode,  Mladinska knjiga, Pionirjeva knjižnica, 1977 (COBISS)
- Letni časi, Mladinska knjiga, Zbirka Pelikan, Ljubljana, 1980 (COBISS)
- Kdo bo popravil Luno?, Založba Edina, Zbirka Cunjasta dvojčka 1, Ljubljana, 2007 (COBISS)
- Čisto prava mamica, Založba Edina, Zbirka Cunjasta dvojčka 2, Ljubljana, 2008 (COBISS)
- Ko bi bilo vedno tako, Založba Edina, Zbirka Cunjasta dvojčka 3, Ljubljana, 2008 (COBISS)
- Prstki se lahko zmotijo, Založba Edina, Zbirka Cunjasta dvojčka 4, Ljubljana, 2008 (COBISS)
- Najlepši sneženi mož, Založba Edina, Zbirka Cunjasta dvojčka 5, Ljubljana, 2008 (COBISS)
- Čajanka za psa, mačka in papagaja, Založba Edina, Zbirka Cunjasta dvojčka 6, Ljubljana, 2009 (COBISS)
- Super taborjenje, Založba Edina, Zbirka Cunjasta dvojčka 7, Ljubljana, 2009 (COBISS)
- O princeski, ki je ni bilo, Založba Edina, Zbirka Cunjasta dvojčka 8, Ljubljana, 2009 (COBISS)
- Vila Lila in Gaj, papirnati zmaj, Založba Edina, Zbirka Cunjasta dvojčka 9, Ljubljana, 2010 (COBISS)

### Poezija za otroke
- Abecedna igra, Partizanska knjiga, 1978 (COBISS)
- Če bi srečal krokodila, Mladinska knjiga, Zbirka Pedenjped, Ljubljana, 1981 (COBISS)
- Sinko Potepinko, Buča, Zbirka Slovenske slikanice, Šmarje - Sap, 2004 (COBISS)
- Ko bom velik, Buča, Zbirka Slovenske slikanice, Šmarje - Sap, 2005 (COBISS)
- Punčka sanja, Buča, Zbirka Slovenske slikanice, Šmarje - Sap, 2006 (COBISS)
- Mišja abeceda, Založba Miš, Dob pri Domžalah, 2007 (COBISS)
- Kam pa, kam?, Buča, Zbirka Slovenske slikanice 5, Šmarje - Sap, 2008 (COBISS)
- Joj, kaj takega!, Buča, Zbirka Slovenske slikanice 8, Šmarje - Sap, 2009 (COBISS)
- Hudomušnice, Zavod VR, Zbirka Aja 1, Ljubljana, 2009 (COBISS)
- Navihanke, Zavod VR, Zbirka Aja 2, Ljubljana, 2009 (COBISS)
- Fant od fare, Buča, Zbirka Slovenske slikanice 8, Ljubljana, 2009 (COBISS)
- Hlačke za oblačke, Založba Edina (s podporo JAK), Ljubljana, 2010 (COBISS)
- Nagajivke, Založba Morfem, Preserje, 2011 (COBISS)
- S kom gre očka naokrog, Založba Edina, Ljubljana, 2011, (COBISS)

### Umetnostnozgodovinske edicije
- Slovenska knjižna ilustracija, Mladinska knjiga & Društvo slovenskih likovnih umetnikov, Ljubljana, 1979 (COBISS)
- Likovni svet otrok, Umetnostni paviljon, Slovenj Gradec, 1979
- Upodobljene besede, Založba Mondena, Grosuplje, 1988 (COBISS)
- Podobe podzemlja, Center za promocijo turizma Slovenije, Postojna, 1999 (COBISS)
- Likovne impresije I., Založba Mondena, Grosuplje, 2000 (COBISS)
- Likovne impresije II., Založba Mondena, Grosuplje, 2003
- Likovne impresije III., Založba Mondena, Grosuplje, 2007
- Poetika, Koroška galerija likovnih umetnosti, Slovenj Gradec, 2008 (COBISS)
- Berljivo, Zavod za kiparstvo, Ljubljana, 2010 (COBISS)

### Likovne monografije
- Vida Slivniker, Dokumentarna & Mladinska knjiga, Ljubljana, 1987 (in Milček Komelj, Nace Šumi, Jure Mikuž) (COBISS)
- Tone Svetina: Vojna vojni, Mladinska knjiga & Planeta, Ljubljana & Moskva, 1988 (COBISS)
- Ivan Varl, Kulturni center Srečka Kosovela, Sežana, 1993 (COBISS)
- Lojze Spacal, Kulturno umetniško društvo Krka, Novo mesto, 1998 (COBISS)
- Jože Kotar, Založba Pigmalion, Postojna, 2000 (COBISS)
- Zvest Apollonio, Založba Edina, Zbirka Dvanajst, Ljubljana, 2001 (COBISS)
- Saverio Barbaro, Galerija Instituta "Jožef Stefan", Ljubljana, 2002 (COBISS)
- Slobodan Ivanković, Galerija Ovsenik, Kranj, 2004 (COBISS)
- Rudi Simčič, Izolacija Kepic, Vopovlje, 2008 (COBISS)
- Lila Prap: Pravljičarka, ki misli v podobah in zapisuje v znakih, Center sodobnih umetnosti, 2011 (in Alenka Domjan, Dragica Haramija, Tomaž Zupančič) (COBISS)

## Nagrade in priznanja
- Nagrada za knjigo Semi maturi / Zrela semena (prev. Jolka Milič) na Mednarodnem natečaju za poezijo in prozo mesta Salò, Italija, 2006
- Nagrada občine Kanal ob Soči za več kot petindvajsetletno strokovno sodelovanje z Galerijo Rika Debenjaka, 2007
- Nagrada za knjigo Porcelanaste sanje / Los sueños de porcelana (prev. Rea Novak) na Mednarodnem natečaju za poezijo in prozo mesta Salò, Italija, 2009
- Nagrada predsednika žirije za zbirko pesmi Ki boš spremenil podobo sveta / Che cambierai l'immagine del mondo (prev. Jolka Milič) na Mednarodnem natečaju za poezijo mesta Neapelj, Italija, 2009
- Nagrada na mednarodnem natečaju Premio europeo di arti letterarie Via Francigena za knjigo Nisi in si / You are not and you are (prev. Andreja Stajnko), Italija, 2009
- Priznanje Knjiga meseca za slikanico Vila Lila in Gaj, papirnati zmaj, Župca, spletna stran za najmlajše, 2010
- Priznanje Knjiga meseca za ilustrirano knjigo Hlačke za oblačke, Župca, spletna stran za najmlajše, 2011
- Prva nagrada za Najlepšo ekološka slikanico - NES za slikanico Vila Lila in Gaj, papirnati zmaj (ilustr. Marija Prelog), 2011